# 迦叶波
迦葉波（天城体：कश्यप，IAST：kaśyapa；字面意思为“龟”）印度神话中一位极为重要的仙人。按照传统说法，迦葉波是参与创造世界的神，同时也是众生之父。一切天神、阿修罗、天女、龙蛇、鸟、妖魔（罗刹和毕舍遮）、小鬼（夜叉和紧那罗）以及人类本身都是他的后代。后来的神话把他列为生主之一。

## 简介
梵书中已有关于迦葉波的神话，但往往模糊不清。百道梵书中提到，生主化身为龟（Kurma）创造了整个世界，由于“龟也就是迦葉波（kaśyapa）”，所以一切生物都是迦葉波的后代。同书的附录广林奥义书说迦叶波是大名鼎鼎的七仙人之一，与乔答摩、婆罗堕遮、众友仙人、食火仙人、极裕仙人和阿底利共享这一声誉。大史诗摩诃婆罗多指出迦叶波的父亲是大梵天的长子摩利支，因此他有一个别名叫“摩利遮”（意即摩利支之子）。在摩诃婆罗多中，迦叶波与摩利支都被列为生主。
迦叶波的妻子是生主首领达刹的女儿们；关于这群女儿的数目，或说是8个，或说是10个，或说是13个。这些妻子们生出了一切有生命的东西，其中最重要的有：
- 阿底提生火神阿耆尼和阿底提耶天神，包括因陀罗与毗湿奴。
  - 阿底提耶中的毗婆薮又生第七摩奴期（即现在的摩奴期）的摩奴，摩奴是人类始祖。
- 底提生了阿修罗中的底提耶阿修罗，其中最有名的是金轮与金座。
- 檀奴生了阿修罗中的檀那婆阿修罗。
  - 檀那婆的毗婆罗吉提（英语：Viprachitti）与底提耶的辛希迦（英语：Simhika）与生了吞食日月的天光（罗睺与計都）。
- 非寿生了四个阿修罗。
- 迦娄陀婆沙（英语：Krodhavasa）生了迦娄陀婆沙阿修罗。
- 迦德卢（英语：Kadru）生了Uragas那伽。
- 修罗娑（英语：Surasa）生了Pannagas那伽。
- 苏罗毗生了奶牛。
- 毗娜达（英语：Vinata）生了迦楼罗和阿噜那（曙光）。
- 穆尼（英语：Muni_(Hinduism)）生了飛天女神。
- 阿利私吒（Arishta）、波罗伐（Pradha）生了乾闼婆。

迦叶波（至少其最早的形象）象征了创世前的混沌统一状态；在许多文献中，迦叶波与生主乃至梵天混同。

## 资料来源
- 《世界神话辞典》，辽宁人民出版社，ISBN 7-205-00960-X
- 《摩诃婆罗多》，中国社会科学出版社，ISBN 7-5004-5246-2